# Milaan-San Remo 2007
Milaan-San Remo 2007 was een wielerwedstrijd die op 24 maart 2007 werd gehouden in Italië. Tevens is deze wielerwedstrijd de eerste wielerklassieker van het jaar. Vorig jaar werd de wedstrijd gewonnen door de Italiaan Filippo Pozzato van de Quickstep-Innergetic-ploeg. Tweede werd de Italiaan Alessandro Petacchi, Luca Paolini, ook een Italiaan, werd derde.

## Verloop
Tijdens deze 98e uitgave van Milaan-San Remo viert de koers haar 100e verjaardag. Deze editie gaat van start zonder de Noor Thor Hushovd, een van de favorieten, die in de nacht van donderdag op vrijdag met gastro-enteritis te kampen kreeg. Francesco Bellotti, een ploegmaat van Hushovd, moest om dezelfde reden forfait geven. Wel aan de start verschijnt de Nederlander Karsten Kroon, die na een ribfractuur, die hij eind februari opgelopen had in de Ronde van Californië, zijn rentree in het peloton maak. Wereldkampioen Paolo Bettini, aan wiens deelname door een gebroken rib werd getwijfeld, verschijnt eveneens aan de start, waardoor deze verjaardagseditie van La Primavera met 197 renners van start gaat.
Vlak na half tien in de ochtend vertrekt het peloton in de straten van Milaan, om na 294 kilometer in San Remo te finishen. Er wordt meteen een behoorlijk tempo op nagehouden, vooral de renners van de ploeg Tinkoff Credit Systems doen in de openingskilometers van de koers van zich spreken. Enkele ontsnappingspogingen van verscheidene coureurs lopen op niets uit. Het eerste uur wordt gereden aan een gemiddelde van ruim 46 km/u. Het record van de snelste Milaan-San Remo stamt uit 1990, Gianni Bugno liet destijds als winnaar een gemiddelde van bijna 46 km/u noteren.
Een zeventigtal kilometer en enkele vluchtpogingen later, poogt een groep van zestien renners, waaronder verrassend genoeg de Italiaanse sprinthoop Alessandro Petacchi, uit het peloton weg te geraken. Tevergeefs: de ploegen Quickstep-Innergetic en T-Mobile Team slaan de handen ineen en doen de uitvalspoging teniet.
Met nog ruim tweehonderd kilometer voor de boeg, ontsnapt een zestal renners aan de greep van het peloton. Andrej Koenitski, de Nederlander Koen de Kort, Emanuele Sella, Roberto Traficante, Pavel Broett en Aitor Hernández bouwen een voorsprong op van 1’23”.
In het tweede wedstrijduur wordt het hoge gemiddelde gehandhaafd.
De zes koplopers lopen uit naar 6’35”, Robbie McEwen springt weg uit het peloton en lijkt aan de schier onmogelijke opgave om solo naar het zestal toe te rijden te beginnen. Hij rijdt echter vooruit op het peloton, om een sanitaire stop te kunnen maken.
De voorsprong van de kopgroep loopt inmiddels verder uit naar ruim zeven minuten, in het peloton moet men zich langzaam gaan roeren. Wanneer de voorsprong oploopt naar welhaast acht minuten, besluit het peloton het sextet niet verder uit te laten lopen. Met name de ploegen Team Milram en Liquigas, met respectievelijk de Italiaanse favorieten Petacchi en Filippo Pozzato in de gelederen, is er veel aan gelegen de achterstand van het peloton te consolideren.
Frédéric Guesdon en José Enrique Gutierrez verlaten na valpartijen noodgedwongen de koers.
De kopgroep, onder aanvoering van Emanuele Sella, passeert de top van de Passo del Turchino met een voorsprong van zeven minuten op het peloton. Gennadi Michajlov, Marco Fertonani en Daniele Contrini komen in de afdaling ten val, laatstgenoemde is de derde renner die na een valpartij moet opgeven.
Met drie uur koers op de teller is het gemiddelde geslonken naar een ruime 45 km/u.
Een samenwerkingsverband van Team Milram, Liquigas en Lampre-Fondital doet de voorsprong van de zes koplopers slinken naar minder dan zes en een halve minuut. In de groep van de koplopers krijgt Roberto Traficante het moeilijk, hij moet lossen uit de groep en volgt al snel op een halve minuut.
Na vier uur wedstrijd daalt het koersgemiddelde naar ruim 44 km/uur.
Onder aanvoering van Team Milram’s Christian Knees daalt de voorsprong van de koplopers verder. In het peloton is een valpartij, maar de betrokkenen kunnen hun weg vervolgen. De tot bijna zes minuten teruggedrongen voorsprong van wat nu een vijftal is geworden, loopt weer op naar ruim zeven en een halve minuut. Het kwintet begint met deze voorsprong aan de laatste honderd kilometers. De uit de kopgroep geloste Roberto Trafficante verlaat de koers na opgave.
In het peloton mengt Rabobank zich in de achtervolgingsdebatten en brengt de voorsprong terug naar minder dan vijf minuten. In het vijfde wedstrijduur wordt een gemiddelde van bijna 44 km/u genoteerd. Langzaamaan wordt het record van Gianni Bugno vergeten. Lampre-Fondital mengt zich in het achtervolgingswerk van de Nederlandse ploeg en voert het tempo op. Het peloton is langgerekt en de vijf vluchters hebben nog maar drie en een halve minuut voorsprong op een jagend peloton, waarin nu behalve Lampre-Fondital en Rabobank, ook Team Milram zich met de achtervolging bemoeit. Het inrekenen van het vijftal lijkt nog slechts een kwestie van tijd.
Onder meer de in uitstekende vorm verkerende Riccardo Riccò en Axel Merckx komen in de staart van het peloton ten val, waarna het peloton in twee stukken breekt. Als dit nieuws tot voor in het peloton doordringt, wordt het tempo gedrukt en kan eenieder weer aansluiting vinden.
Het leidende vijftal wordt gereduceerd tot een kwartet als Koen de Kort moet afhaken. De overgebleven vier renners hebben nog 1’40” voorsprong op de grote groep. De Rus Pavel Broett wordt als eerste onrustig in de kopgroep en doet een uitvalspoging, die tot gevolg heeft dat Sella moet lossen. Het initiële zestal is tot de helft gereduceerd.
In het peloton bemoeit de Quickstep-Innergeticploeg van favoriet Tom Boonen zich voor het eerst met de achtervolging. Tot zover hebben zij kunnen profiteren van de inspanningen van met name de Italiaanse ploegen.
Pavel Brut, Aitor Hernandez en Andrej Koenitski, de drie overgebleven koplopers, beginnen met een luttele minuut voorsprong aan de beklimming van de Capo Berta. Koen de Kort en Emanuele Sella maken inmiddels deel uit van de grote groep renners. In de afdaling van de Capo Berta komt outsider David Kopp zwaar ten val en wordt per ambulance afgevoerd. Naar wat later blijkt loopt hij bij zijn val een schedel- en neusbreuk op.
De voorsprong van het drietal aan kop slinkt tot onder de minuut terwijl voor in het peloton een viertal coureurs, waaronder drie renners van Team Barloworld, valt. Onder hen is de Italiaanse machtsspurter Marco Zanotti. De rest van het peloton komt er met de schrik vanaf en doet de voorsprong van de drie renners aan kop krimpen tot een luttele dertig tellen.
De drie beginnen met een minimale voorsprong aan de beklimming van de Cipressa , dit terwijl Paolo Bettini na technisch mankement zich terug poogt te rijden naar de kop van het peloton. Het drietal wordt gegrepen door het peloton, waarop vrijwel direct Thomas Voeckler en Manuel Quinziato een uitvalspoging doen. Als deze twee worden ingerekend door het peloton volgt een poging van Franco Pellizotti die Andrea Moletta met zich mee krijgt. De locomotief Jaroslav Popovytsj rijdt naar het tweetal toe en gedrieën beginnen ze aan de afdaling van de Cipressa. Het drietal wordt al snel een tweetal, wanneer Moletta in de afdaling tegen een lantaarnpost aanrijdt en hierbij een been breekt.
Popovych en Pellizotti houden er een straf tempo op na en bouwen een voorsprong van een halve minuut op. Het peloton onder aanvoering van CSC brengt de voorsprong van het duo terug naar onder de twintig seconden. De twee beginnen met een minimale voorsprong aan de beklimming van de Poggio en worden al snel door het peloton ingerekend. Popovych vindt zijn tweede adem en springt nogmaals weg uit de grote groep, een demarrage van Ricardo Serrano en een aantal anderen doet het peloton breken. Serrano en consorten komen bij Popovych. Philippe Gilbert, Matthias Kessler en Riccardo Riccò kiezen de aanval.
Ricco, die na twee opeenvolgende ritzeges in de Tirreno-Adriatico alweer een sterke indruk maakt, versnelt en de Waal Gilbert kan amper aanklampen. Het tweetal passeert samen de top van de Poggio. Hun voorsprong op het peloton met de sprintfavorieten bedraagt een luttele zeven seconden. Bettini, met gebroken rib en teruggekeerd na een technisch mankement, sleurt op kop van het gedecimeerd peloton. Op drie kilometer van de streep hebben de sterke Ricco en Gilbert negen seconden voorsprong op de groep der favorieten. Niets lijkt een toch al verwachte massaspurt in de weg te staan.
In de groep kiezen de rappe mannen positie, het duo wordt ingerekend en de spurt wordt ingezet. Boonen is goed gepositioneerd, evenals de andere favorieten waaronder Robbie McEwen en Petacchi. Freire zit echter in het spoor van Petacchi en heeft hiermee het juiste wiel gekozen en komt er bovendien op het juiste moment uit. Met een indrukwekkende jump declasseert Freire de overige sprinters en wint de 98e editie van Milaan-San Remo met een fietslengte voorsprong. Freire heeft tijd om zich rechtop te zetten en met een lach en een zegegebaar de finishlijn te passeren. De Australiër Alan Davis finisht als tweede, voor Tom Boonen die het podium completeert. Robbie McEwen en Stuart O’Grady zorgen ervoor dat er drie Australiërs bij de eerste vijf rijden. Meervoudig winnaar Erik Zabel wordt zesde en Gabriele Balducci is met de zevende plaats de eerste Italiaan, Alessandro Petacchi volgt op de achtste plek. Vicente Reynés en Robert Hunter maken de top tien compleet.
De Spanjaard Óscar Freire wint voor een tweede maal Milaan-San Remo, in 2004 was hij ook al eens, hetzij op een minder overtuigende wijze, de beste. Zijn tweede zege in de Primavera droeg de Spaanse meervoudige wereldkampioen op aan zijn oom die een maand eerder in het ziekenhuis werd opgenomen en de jonge Freire zijn eerste fiets cadeau deed. Met een zegevierende Freire, die de spurt won zonder ploegmakkers als gangmakers, faalden de grote collectieven van Liquigas, Team Milram en Quickstep-Innergetic. Allan Davis onderstreept met zijn tweede plek zijn grote belofte en geeft vervolg aan het voor zijn team Discovery Channel uitstekend verlopen voorjaar. Freire toonde zich in deze Milaan-San Remo niet alleen de snelste spurter, maar zeker ook de slimste. Freire bewijst dat wanneer hij vrij van ongemak en in vorm is, hij zich niet alleen kan meten met Boonen, Petacchi en McEwen, maar deze op indrukwekkende wijze kan verslaan. De drievoudig wereldkampioen dient zich nu al aan als een van de favorieten voor het WK in Stuttgart later dit jaar. Freire’s overwinning brengt hem tevens op de derde stek van de ProTourrangschikking, die nog steeds wordt aangevoerd door Alberto Contador.
Deze editie van Milaan-San Remo werd lichtelijk ontsierd door de vele valpartijen. Gerolsteiner had met Kopp en Moletta de zwaarste slachtoffers hiervan te betreuren. Kopp liep een neus- en schedelbreuk op en Moletta brak zijn rechterdijbeen.

## Uitslag
| Milaan-San Remo 2007 (294 km) |                     |                   |            |
| Plaats                        | Naam                | Ploeg             | Tijd       |
| Winnaar                       | Óscar Freire        | Rabobank          | 6u 43' 59" |
| 2                             | Allan Davis         | Discovery Channel | z.t.       |
| 3                             | Tom Boonen          | Quick Step        | z.t.       |
| 4                             | Robbie McEwen       | Predictor-Lotto   | z.t.       |
| 5                             | Stuart O'Grady      | Team CSC          | z.t.       |
| 6                             | Erik Zabel          | Team Milram       | z.t.       |
| 7                             | Gabriele Balducci   | Acqua & Sapone    | z.t.       |
| 8                             | Alessandro Petacchi | Team Milram       | z.t.       |
| 9                             | Vicente Reynés      | Caisse d'Epargne  | z.t.       |
| 10                            | Robert Hunter       | Team Barloworld   | z.t.       |
|                               |                     |                   |            |
| 52                            | Max van Heeswijk    | Rabobank          | + 12"      |

1907 · 1908 · 1909 · 1910 · 1911 · 1912 · 1913 · 1914 · 1915 · 1916 · 1917 · 1918 · 1919 · 1920 · 1921 · 1922 · 1923 · 1924 · 1925 · 1926 · 1927 · 1928 · 1929 · 1930 · 1931 · 1932 · 1933 · 1934 · 1935 · 1936 · 1937 · 1938 · 1939 · 1940 · 1941 · 1942 · 1943 · 1944 · 1945 · 1946 · 1947 · 1948 · 1949 · 1950 · 1951 · 1952 · 1953 · 1954 · 1955 · 1956 · 1957 · 1958 · 1959 · 1960 · 1961 · 1962 · 1963 · 1964 · 1965 · 1966 · 1967 · 1968 · 1969 · 1970 · 1971 · 1972 · 1973 · 1974 · 1975 · 1976 · 1977 · 1978 · 1979 · 1980 · 1981 · 1982 · 1983 · 1984 · 1985 · 1986 · 1987 · 1988 · 1989 · 1990 · 1991 · 1992 · 1993 · 1994 · 1995 · 1996 · 1997 · 1998 · 1999 · 2000 · 2001 · 2002 · 2003 · 2004 · 2005 · 2006 · 2007 · 2008 · 2009 · 2010 · 2011 · 2012 · 2013 · 2014 · 2015 · 2016 · 2017 · 2018 · 2019 · 2020 · 2021 · 2022 · 2023 · 2024 · 2025
Lijst van beklimmingen
 Parijs-Nice · 
 Tirreno-Adriatico · 
 Milaan-San Remo · 
 Ronde van Vlaanderen · 
 Ronde van het Baskenland · 
 Gent-Wevelgem · 
 Parijs-Roubaix · 
 Amstel Gold Race · 
 Waalse Pijl · 
 Luik-Bastenaken-Luik · 
 Ronde van Romandië · 
 Ronde van Italië · 
 Ronde van Catalonië · 
 Critérium du Dauphiné Libéré · 
 Ronde van Zwitserland · 
 Ploegentijdrit Eindhoven · 
 Ronde van Frankrijk · 
 Clásica San Sebastián · 
 Ronde van Duitsland · 
 Vattenfall Cyclassics · 
  ENECO Tour · 
 GP Ouest France-Plouay · 
 Ronde van Spanje · 
 Ronde van Polen · 
 Kampioenschap van Zürich · 
 Parijs-Tours · 
 Ronde van Lombardije